# San Martín (departement van San Juan)
San Martín is een departement in de Argentijnse provincie San Juan. Het departement (Spaans:  departamento) heeft een oppervlakte van 435 km² en telt 10.140 inwoners.

## Plaatsen in departement San Martín
- Barrio Sadop
- Dos Acequias
- San Isidro
- Villa Dominguito
- Villa Don Bosco
- Villa El Salvador
- Villa San Martín